# Legió III Diocletiana
La Legió III Diocletiana va ser una legió romana comitatensis creada per Dioclecià, de qui va rebre el seu nom.
La seva missió consistia en la defensa de la província romana d'Egipte, que l'emperador havia reorganitzat. Tenia la base a Alexandria, i va anar a reforçar a la Legió II Traiana Fortis. Es creu que si ja hi havia una legió II per això va tenir el número III.
Durant el segle iv algunes vexillationes (destacaments) d'aquesta legió van ser enviades al sud d'Egipte, a Tebes i Kom Ombo. Durant el regnat de Teodosi I el Gran (378-395), van anar soldats del nord de l'Imperi destinats a la III Diocletiana, i altres soldats egipcis d'aquesta legió van ser enviats a Macedònia, on van formar la Legió III Diocletiana Thebaeorum, que estava a les ordres del comandant militar de Tràcia.